# Monastère de Curtea de Argeș

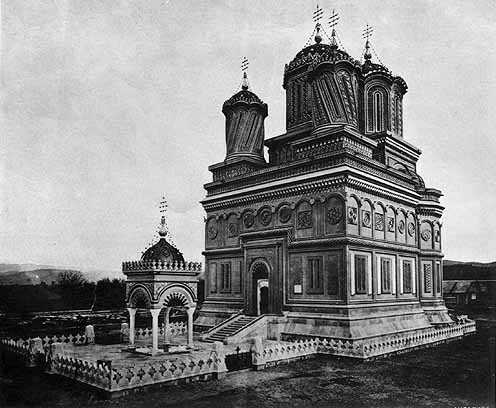
L'église épiscopale - monastère en 1880

Le monastère de Curtea de Argeș, datant du XVIe siècle, est aujourd'hui une église épiscopale, l'une des plus célèbres constructions de Roumanie. Le monastère abrite la nécropole des premiers rois de Roumanie.
Le bâtiment illustre le billet de 1 leu.

## Historique
L'église a été fondée par le voïvode Neagoe Basarab V en 1512, et terminée à la décennie suivante par l'un de ses successeurs Radu V de la Afumați. En 1681, le prince Șerban Ier Cantacuzène y fait exécuter des réparations.
Le monastère étant devenu église épiscopale (ou cathédrale), son premier évêque Joseph, fait exécuter de nouvelles réparations en 1804. Entre 1875 et 1885, la cathédrale est reconstruite et en 1886 elle est de nouveau consacrée.

## Extérieur
De taille modeste, l'église est construite en style byzantin. Elle possède deux petits dômes, un au centre et un à l'arrière de l'édifice, mais également deux tours torsadées secondaires. À l'extérieur, les murs sont décorés d'arabesques maures et de détails ornementaux d'oiseaux et de plantes, d'inspiration orientale. Il faut signaler également que les fenêtres ne sont que de simples fentes qui ne laissent que peu de lumière pénétrer à l'intérieur du sanctuaire.

## Intérieur
L'intérieur de la cathédrale est très richement décoré, par rapport à l'extérieur qui est plus sobre. Les thèmes des oiseaux et des plantes sont repris au sol et sur les colonnes.
Le sanctuaire du monastère était à l'origine orné de fresques et de mosaïques vénitiennes qui furent endommagées par un séisme. Les fresques furent alors remplacées par des peintures modernes, à dominante dorée, fait par l'architecte français André Lecomte du Noüy en 1875.

## Légende
Non loin de l'église se trouve un puits (fântâna lui Manole) chargé de légende. On raconte que le maître maçon de l'église, Manole, qui plusieurs fois avait vu l'édifice s'écrouler avant qu'il ne parvienne à poser la dernière pierre, décida d'emmurer son épouse vivante, en espérant que ce sacrifice brise la malédiction. Le monastère fut alors achevé et le prince Neagoe Basarab V, plus que satisfait du résultat mais ne désirant pas voir Manole offrir ses talents ailleurs, le maintient prisonnier sur les toits. L'architecte, en voulant s'enfuir, s'écrasa non loin, faisant jaillir une source à l'emplacement du puits.

## Nécropole voïvodale et royale
L'église épiscopale abrite les tombes de deux voïvodes du XVIe siècle :
1. Neagoe Basarab V (mort en 1521).
2. Radu V de la Afumați (mort en 1529).

Au début du XXe siècle, elle devient la nécropole de la famille royale où reposent :
1. Carol Ier, prince souverain puis roi de Roumanie (10 avril 1839 - 10 octobre 1914).
2. Élisabeth de Wied, princesse consort puis reine consort de Roumanie (29 décembre 1843 - 2 mars 1916), épouse de Carol Ier.
3. Marie, princesse de Roumanie (8 septembre 1870 - 9 avril 1874), fille de Carol Ier et d'Élisabeth de Wied. Inhumée dans la chapelle du palais Cotroceni, elle est réinhumée en 1916 dans le tombeau de sa mère.
4. Ferdinand Ier, roi de Roumanie (24 août 1865 - 20 juillet 1927).
5. Marie de Saxe-Cobourg-Gotha, reine consort de Roumanie (29 octobre 1875 - 18 juillet 1938), épouse de Ferdinand Ier.

En outre, une autre personne repose à proximité de l'église :
1. Elena Lupescu, princesse de Roumanie (15 septembre 1895 - 29 juin 1977), troisième épouse de Carol II. Inhumée à sa mort au Panthéon royal des Bragance à Lisbonne, elle est rapatriée en 2003 et réinhumée au cimetière du monastère.

La cathédrale archiépiscopale et royale, consacrée en 2012, est située à proximité du monastère. Elle abrite les tombes de :
1. Anne de Bourbon-Parme (18 septembre 1923 - 1er août 2016), reine titulaire de Roumanie, épouse de Michel Ier.
2. Michel Ier (25 octobre 1921 - 5 décembre 2017), roi de Roumanie.
3. Carol II, roi de Roumanie (15 octobre 1893 - 4 avril 1953), fils de Ferdinand Ier et de Marie de Saxe-Cobourg-Gotha. Inhumé à sa mort dans le Panthéon royal des Bragance à Lisbonne, il est rapatrié en 2003 et déposé dans une chapelle du parc attenant à l'église avant d'être enterré à côté de son fils le 9 mars 2019[1].
4. Hélène de Grèce, reine de Roumanie, (20 avril 1896 - 28 novembre 1982), épouse de Carol II. Inhumée à sa mort au cimetière du Bois-de-Vaux à Lausanne, elle est rapatriée en 2020.